# من كلمتين (ألبوم)
من كلمتين هو الالبوم الثاني للفنانه المصري محمد عدوية، تم إصداره عام 2006 من إنتاج شركة كلمه ميوزيك للصوتيات والمرئيات، وهو ثاني البوم يجمع بين محمد عدوية وشركة كلمه ميوزيك.

## قائمة الأغاني
- اديني حبيبك - 04:09
- الموال - 03:47
- أنت فاهمني - 02:57
- باعرف أخبارك - 03:58
- بتحبي فيه ايه - 03:55
- حكايه روح - 05:19
- دعوه ام - 04:13
- غاب عنه ضميره - 03:53
- تعالا هنا - 04:19
- كام سؤال - 04:24
- كلمه وضايقتها - 03:28
- من كلمتين - 03:42